# Mors arktyczny
Mors arktyczny, mors, mors pośredni (Odobenus rosmarus) – gatunek drapieżnego ssaka z rodziny morsowatych (Odobenidae).

## Systematyka
Gatunek po raz pierwszy zgodnie z zasadami nazewnictwa binominalnego opisał w 1758 roku szwedzki zoolog Karol Linneusz, nadając mu nazwę Phoca rosmarus. Jako miejsce typowe autor wskazał europejską, azjatycką i amerykańską Arktykę. Podgatunek divergens po raz pierwszy zgodnie z zasadami nazewnictwa binominalnego opisał w 1815 roku niemiecki zoolog Johann Karl Wilhelm Illiger, nadając mu nazwę Trichechus divergens. Okaz typowy pochodził z obszaru około 35 mi (56 km) na południe od Icy Cape na Alasce, w Stanach Zjednoczonych. Jedyny żyjący współcześnie przedstawiciel rodzaju mors (Odobenus).
Takson laptewi z Morza Łaptiewów nie jest uznawany za odrębny podgatunek; dane z analizy sekwencji mitochondrialnej wykazały, że populacja na tym obszarze jest najbardziej wysuniętą na zachód populacją O. r. divergens. Autorzy Illustrated Checklist of the Mammals of the World rozpoznają dwa podgatunki.

### Etymologia
- Odobenus: gr. οδους odous, οδοντος odontos „ząb”; βαινω bainō „chodzić, spacerować”[24].
- rosmarus: duń. rosmar „mors”[25].
- divergens: nowołac. divergens, divergentis „rozbieżny”, od łac. divergere „zbłądzić”, od divergium „punkt separacji”, od vergere „skręcić, obrócić”[26].

## Rozmieszczenie geograficzne
Mors arktyczny występuje w zależności od podgatunku:
- O. rosmarus rosmarus – mors atlantycki – północna Kanada (Zatoka Hudsona) do zachodniej Grenlandii i nieciągle od wschodniej Grenlandii do Svalbardu i północnej Rosji (Ziemia Franciszka Józefa i Morze Karskie); sporadycznie zgłaszania z Islandii i obserwacje zabłąkanych osobników w zachodniej i północnej[27] Europie na południe do Zatoki Biskajskiej.
- O. rosmarus divergens – mors pacyficzny – Morze Łaptiewów w północnej Rosji, Morze Beringa i Czukockie w północnej Rosji i na Alasce; wędrowne osobniki były obserwowane na południe do Nowej Anglii w Stanach Zjednoczonych.

## Budowa
Długość ciała 250–350 cm, dla samic średnio 260 cm, dla samców średnio 315 cm; masa ciała 800–1800 kg dla samic średnio 1000 kg, dla samców średnio 1500 kg. Noworodki osiągają długość około 100 cm i ciężar około 85 kg.
Wszystkie kończyny morsa są przekształcone w płetwy. Przednie kończyny są większe od tylnych i stanowią główny narząd ruchu. U młodych morsów dostrzega się rzadkie owłosienie skóry, dorosłe mają skórę bardzo słabo owłosioną. Na górnej wardze występują liczne włosy czuciowe. W uzębieniu wyróżniają się górne kły obecne u samców i u samic, szczególnie silnie rozwinięte u samców, mogą dorastać do 100 cm długości, ale przeciętna ich długość wynosi ok. 50 cm. Masa największych kłów przekracza 5 kg.

## Ekologia
Głównym składnikiem pożywienia morsów są bezkręgowce zamieszkujące dno oceanu, np.: małże, ślimaki i rozgwiazdy, okazjonalnie poluje również na skorupiaki, ryby, foki (koticzaka niedźwiedziowatego (Callorhinus ursinus), fokowąsa brodatego (Erignathus barbatus), nerpę obrączkowaną (Pusa hispida) i fokę plamistą (Phoca largha).

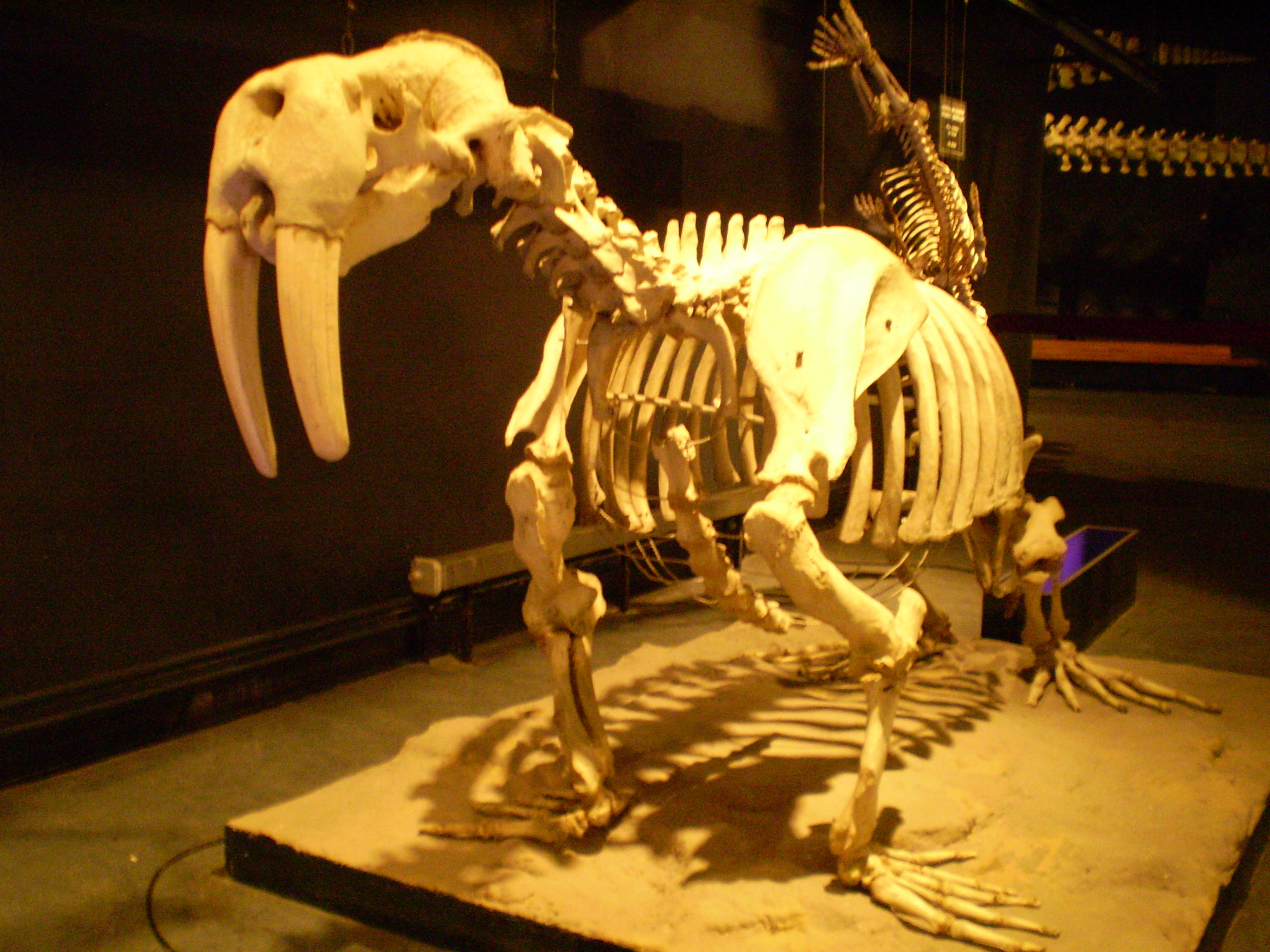
Szkielet morsa

## W kulturze
Mors odgrywał ważną rolę w życiu mieszkańców Arktyki, którzy polowali na niego dla mięsa, skór, tłuszczu, kłów i kości. 
Tak zaczęła się historia polowań na morsa. Ludzie wybijali tysiące tych niedołężnych na lądzie istot. Z biegiem czasu opustoszała Wyspa Barentsa, a następnie wybrzeża Spitsbergenu. Urządzano masowe rzezie, np. na wyspie Niedźwiedziej w 1667 roku w przeciągu kilku godzin zabito 900 morsów, a w 1923 do brzegów przylądka Barrow na Alasce fale przyniosły ponad tysiąc trupów pozbawionych jedynie kłów.
Ocenia się, że od początku XX w. przez 70 lat liczebność morsów w morzach arktycznych zmniejszyła się ok. 20-krotnie i na początku lat 70. tegoż stulecia nie przekraczała 50 tysięcy osobników. Zwracał też uwagę nikły (w porównaniu z fokami) przyrost naturalny morsów. Z tych powodów postanowiono zlikwidować całkowicie przemysłowe polowania na morsy: w ZSRR nastąpiło to w 1956 r., na Alasce i w Kanadzie z początkiem lat 70. Dopuszczono jedynie indywidualne łowy mieszkających na wybrzeżu Czukczów, Eskimosów i Aleutów, dla których łowiectwo było głównym źródłem utrzymania. Uzgodniono jednak maksymalne kontyngenty upolowanych zwierząt, które wyniosły po 1100 sztuk w ZSRR i na Alasce oraz 800 sztuk w arktycznej Kanadzie.

## Zagrożenia i ochrona
W Czerwonej księdze gatunków zagrożonych Międzynarodowej Unii Ochrony Przyrody i Jej Zasobów został zaliczony do kategorii VU (ang. vulnerable „narażony”).